# La Campagne romaine
La Campagne romaine est une peinture réalisée en peinture à l'huile sur toile vers 1639 par le peintre français Claude Gellée, dit Le Lorrain. Ses dimensions sont de 101,6 × 135,9 cm. Il est conservé au Metropolitan Museum of Art de New York.

## Description
Le contraste entre la lumière intense en arrière-plan et l’ombre lyrique au premier plan est caractéristique des paysages du Lorrain, tout comme le bâtiment à gauche, qui le situe dans la campagne à l’extérieur de Rome. Une inscription trouvée au dos d’un dessin lié à cette composition indique que ce tableau a été exécuté par l’artiste à Rome pour un client à Paris.

## Expositions
L'œuvre a fait partie des expositions An Exhibition of Paintings and Drawings by Claude Lorrain de 1938 à New York, Masterpieces of Art : European & American Paintings, 1500–1900 de 1940 à New York et 5000 Years of Art from the Collection of The Metropolitan Museum of Art de 1981 à San Diego, entre autres.